# Acoelorrhaphe wrightii
Acoelorrhaphe wrightii är en enhjärtbladig växtart som först beskrevs av August Heinrich Rudolf Grisebach och Hermann Wendland, och fick sitt nu gällande namn av Hermann Wendland och Odoardo Beccari. Acoelorrhaphe wrightii ingår i släktet Acoelorrhaphe och familjen Arecaceae. Inga underarter finns listade i Catalogue of Life.

## Bildgalleri

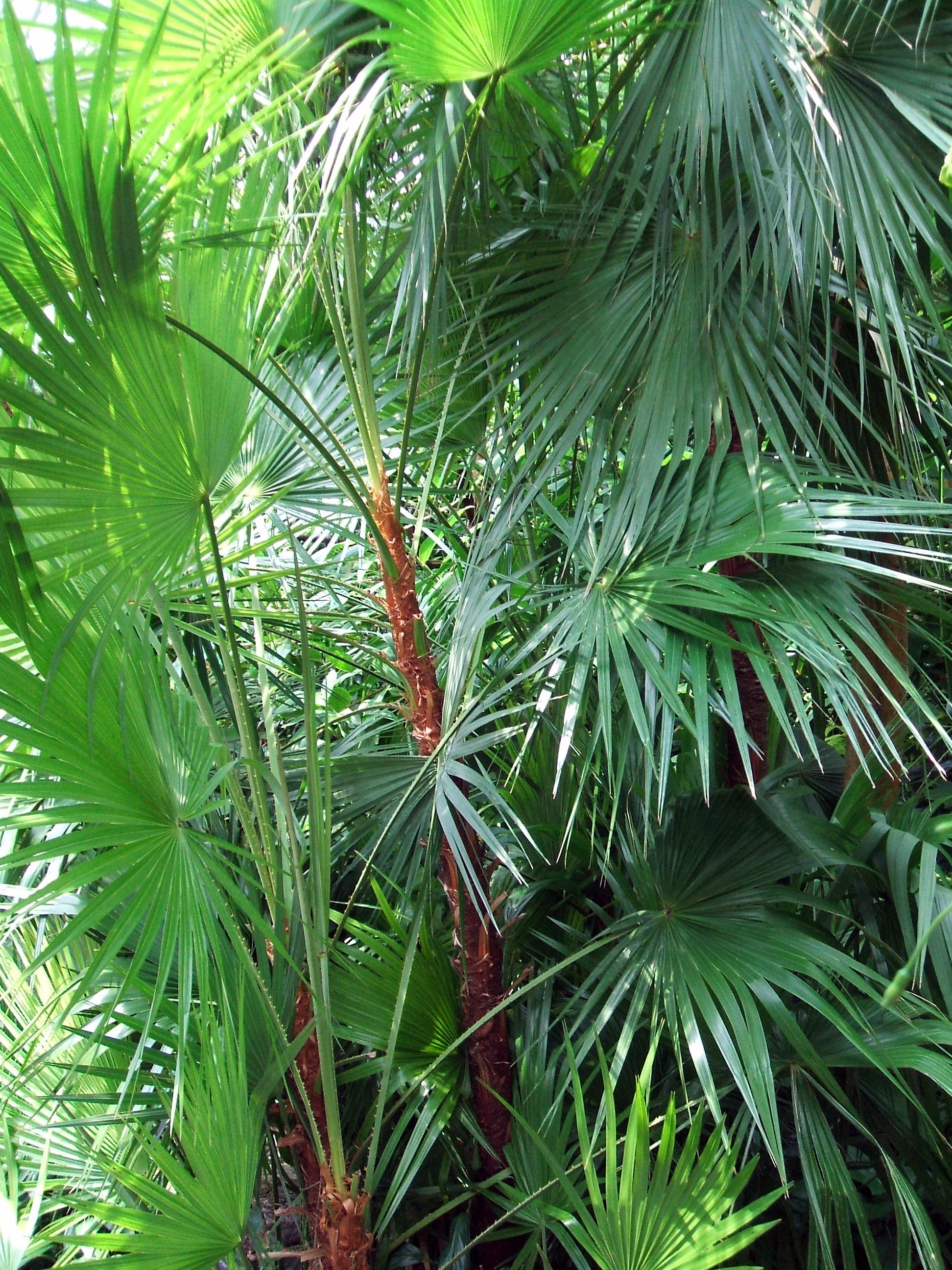
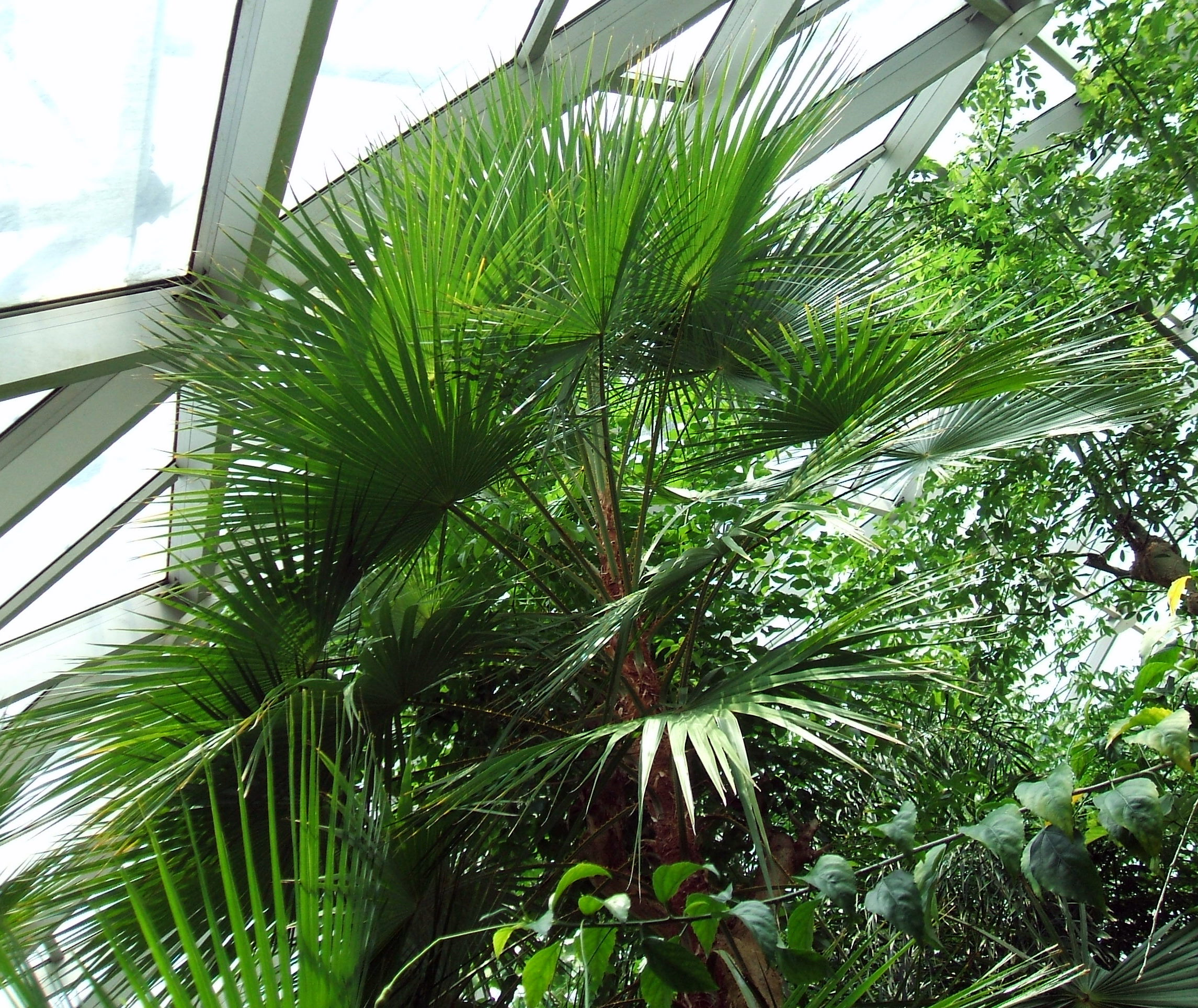
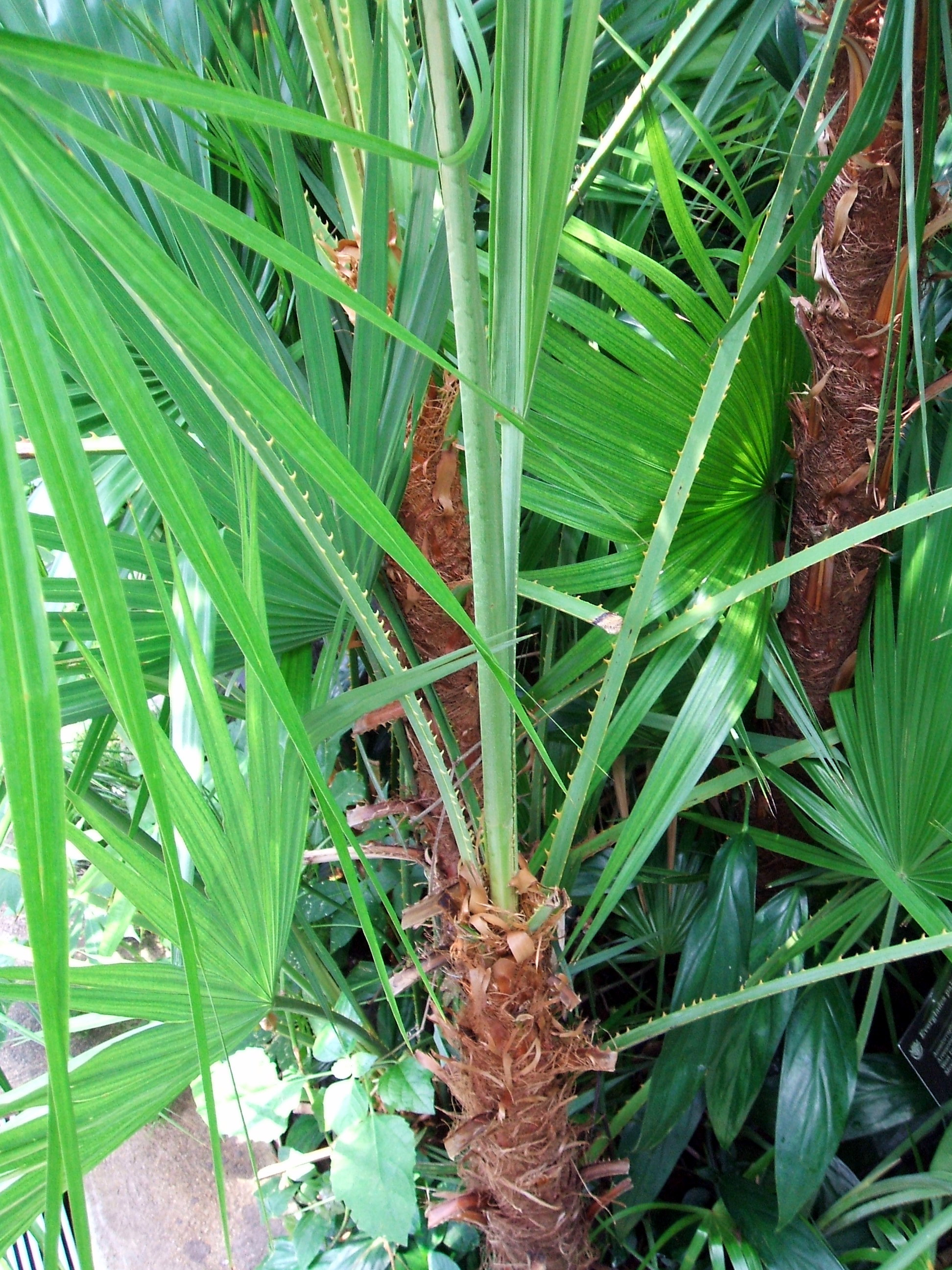